# さくらんぼ教室
『さくらんぼ教室』（さくらんぼきょうしつ）は、1963年4月3日から1967年7月19日まで中部日本放送で放送されていたクイズ番組・教育番組である。全224回。敷島製パンの一社提供。放送時間は毎週水曜 18:00 - 18:30 （日本標準時）。

## 概要
小学生高学年から中学生までの子供を対象とした視聴者参加型番組。参加者たちは同じ学年の者同士による2人1組のチームで出場し、科学・社会・文学・スポーツ分野の中から出される全6問のクイズに挑戦した。正解発表時にスタジオで実験を行ったりフィルムや写真で例示したりする手法により、番組は科学教育に貢献した番組として評価され、科学放送振興協会主催の第1回科学放送賞（1967年）に入賞した。
ローカルテレビ局では初となる敷島製パンの一社提供番組である。この番組の手法は、同じく敷島製パン一社提供で、後継番組の『天才クイズ』に引き継がれた。